# YOGGY
YOGGY（ヨギー、本名：鈴木 義親、1970年5月5日 - ） 日本のヒップホップユニットEAST ENDおよびFOODのメンバーでDJを担当。FUNKY GRAMMAR UNIT所属。東京都渋谷区原宿出身。血液型はA型。明星高校卒業。

## 来歴
- 1970年5月5日に生まれる。 高校1年生のときGAKU-MCと同じクラスになる。高校2年生のときには「ファンキー・ニュー・スタイル」に参加。高校3年生の頃、ROCK-Teeと出会う。
- 1988年、Gutch-Gと共に「PUZZLE JAM ROCKERS」結成。
- 1989年、DJ MA$A、D-X（現GANXSTA D.X）と共に「HOME BOYZ」結成。
- 1990年、GAKU-MC、ROCK-Teeと共にEAST ENDを結成。
- 1994年、EAST END×YURIを結成。1998年、EAST END活動休止。

以降、2000年からNAO(ex.BY-SEXUAL)、Ju-ken等と共にミクスチャーバンド"FOOD"で活動。（前身バンド"NITRO"ではRIP SLYMEのILMARIが在籍）
- 2003年、EAST END活動再開。
- 2006年6月より、岡山・香川・愛媛で、その当時活躍していたロコドル「Bachicco!」の音楽プロデューサーに就任したが、2008年3月をもって解散した。
- 2012年8月、FOOD活動再開、

RIP SLYMEのDJ FUMIYAは、EAST ENDのバックダンサーをしていたMELLOW DOWNというグループのメンバーTAKEの弟ということもあり、YOGGYの弟子である。
一時期マギー司郎の弟子だと勝手に名乗っていた。（名前が似ているだけの理由）

## ディスコグラフィ
EAST ENDの作品を除く

### 客演
- JOCKOMAN,『JOCKO ANTHEM』（2002年5月22日）

08.ILL MASK DE MARIACHI feat.DJ YOGGY,PANCHIMAN
- マイクアキラ from 四街道ネイチャー『THE RAP ROBOT』(2009年11月6日)

06.RAP & STAR feat.KIKKOman,ZIGHT from Nighit Camp Click

### リミックス
- GAKU-MC,「ラッシュアワー」（2000年11月1日）

04.ハタラコウ(Yoggy Remix)
- Clair,「Beautiful Days」（2004年11月17日）

02.Shooting Star(DJ YOGGY REMIX)

### プロデュース
- KANA（1995年、FILE RECORDSからデビュー）
- Bachicco!